# Salsa siciliana
La salsa siciliana es una salsa elaborada con una salsa de tomate como base y con puré de anchoas y un majado de aceitunas.

## Elaboración
Además de la receta anterior, también existe otra receta como la que aquí viene, esta es de Sicilia que, evidentemente, de ahí viene su nombre.
Esta salsa hecha con hortalizas varias (como la cebolla, el ajo, el calabacín  y una berenjena) todo bien picadito y un poquito de guindilla picada en polvo y poco de tomate ( para suavizar la mezcla ).

## Historia
Esta salsa no se usa mucho en Italia, pero cabe destacar que en este país está la receta de los spaghettis alà diàbola. 

## Usos
Salsa ideal para acompañar las pastas, sobre todo éstas que estén rellenas, como los raviolli o los tortellini. Podemos también realizar otro tipo de recetas tales como 
"Espaguetis con salsa siciliana. ", "Lazos de pasta a la siciliana" o incluso "Lentejas con salsa siciliana Archivado el 11 de enero de 2012 en Wayback Machine..
- Datos: Q6117482